# (73270) 2002 JY50
(73270) 2002 JY50 – planetoida z pasa głównego asteroid okrążająca Słońce w ciągu 4,09 lat w średniej odległości 2,56 j.a. Odkryta 9 maja 2002 roku.